# Агни Партене
Агни Партене (грч. Ἁγνὴ Παρθένε — [Hagnḕ Parthéne]), у преводу Чиста Дјево, грчка је православна химна коју је написао Св. Нектарије Егински, а посвећена је Богородици. Понекад се изводи у црквама на почетку вечерње службе. Византијско певање ове песме је компоновано у манастиру Симонопетра.

## Оригинални грчки текст, транскрипција, нотација и акорди
Текст се може поделити на четири строфе (S = 1, 2, 3, 4), свака строфа на три мелодије (T = A, B, C), где се свака мелодија пева двапут (понављање I = α, β). После сваког од ова 24 стиха следи рефрен (R).
| S | T | I | Оригинал на Грчком                              | Транскрипција                                 |
| 1 | A | α | Αγνή Παρθένε Δέσποινα, Άχραντε Θεοτόκε,         | Agní Parthéne Déspina, Áhrante Theotóke,      |
|   | R |   | Χαίρε Νύμφη Ανύμφευτε.                          | Hére Nímfi Anímfefte.                         |
| 1 | A | β | Παρθένε Μήτηρ Άνασσα, Πανένδροσε τε πόκε. R     | Parthéne Mítir Ánassa, Panéndrose te póke. R  |
| 1 | B | α | Υψηλοτέρα Ουρανών, ακτίνων λαμπροτέρα, R        | Ipsilotéra Uranón, aktínon lamprotéra, R      |
| 1 | B | β | Χαρά παρθενικών χορών, αγγέλων υπερτέρα, R      | Hará parthenikón horón, angélon ipertéra, R   |
| 1 | C | α | Εκλαμπροτέρα ουρανών φωτός καθαροτέρα, R        | Eklamprotéra uranón fotós katharotéra, R      |
| 1 | C | β | Των Ουρανίων στρατιών πασών αγιωτέρα. R         | Ton Uraníon stratión pasón agiotéra. R        |
| 2 | A | α | Μαρία Αειπάρθενε κόσμου παντός Κυρία, R         | María Aipárthene kósmu pantós Kiría, R        |
| 2 | A | β | Άχραντε Νύμφη Πάναγνε, Δέσποινα Παναγία, R      | Áhrante Nímfi Pánagne, Déspina Panagía, R     |
| 2 | B | α | Μαρία Νύμφη Άνασσα, χαράς ημών αιτία. R         | María Nímfi Ánassa, harás imón etía, R        |
| 2 | B | β | Κορή σεμνή Βασίλισσα, Μήτηρ υπεραγία, R         | Korí semní Vasílissa, Mítir iperagía, R       |
| 2 | C | α | Τιμιωτέρα Χερουβείμ, υπερενδοξοτέρα R           | Timiotéra Heruvím, iperendoxotéra R           |
| 2 | C | β | Των ασωμάτων Σεραφείμ, των Θρόνων υπερτέρα. R   | Ton asomáton Serafím, ton Thrónon ipertéra. R |
| 3 | A | α | Χαίρε το άσμα Χερουβείμ, χαίρε ύμνος Αγγέλων, R | Hére to ásma Heruvím, hére ímnos angélon, R   |
| 3 | A | β | Χαίρε ωδή των Σεραφείμ, Χαρά των Αρχαγγέλων, R  | Hére odí ton Serafím, hará tón Arhangélon, R  |
| 3 | B | α | Χαίρε ειρήνη και χαρά, λιμήν της σωτηρίας, R    | Hére iríni ke hará, limín tis sotirías, R     |
| 3 | B | β | Παστάς του Λόγου ιερά, άνθος της αφθαρσίας, R   | pastás tu Lógu ierá, ánthos tis aftharsías, R |
| 3 | C | α | Χαίρε Παράδεισε τρυφής, ζωής τε αιωνίας, R      | Hére Parádise trifís, zoís te eonías, R       |
| 3 | C | β | Χαίρε το ξύλον της ζωής, πηγή αθανασίας. R      | Hére to xílon tis zoís, pigí athanasías. R    |
| 4 | A | α | Σε ικετεύω Δέσποινα, Σε, νυν, επικαλούμαι, R    | Se iketévo Déspina, Se, nin, epikalúme, R     |
| 4 | A | β | Σε δυσωπώ Παντάνασσα, Σην χάριν εξαιτούμαι. R   | Se disopó Pantánassa, Sin hárin exetúme. R    |
| 4 | B | α | Κορή σεμνή και άσπιλε, Δέσποινα Παναγία, R      | Korí semní ke áspile, Déspina Panagía, R      |
| 4 | B | β | Θερμώς επικαλούμαι Σε, Ναέ ηγιασμένε, R         | Thermós epikalúme Se, Naé igiasméne, R        |
| 4 | C | α | Αντιλαβού μου, ρύσαι με από του πολεμίου, R     | Antilavú mu, ríse me apó tu polemíu, R        |
| 4 | C | β | Και κληρονόμον δείξον με ζωής της αιωνίου. R    | Ke klironómon díxon me zoís tis eoníu. R      |

## Преводи на друге језике

### Српскаверзија
- Чиста Дјево:

Чиста Дјево Владичице, непорочна Богородице,
Радуј се, Невесто Неневесна!
Мати Дјево Господарко, под чијим смо сви окриљем,
Радуј се, Невесто Неневесна!
Од сила Небеских виша си, од зрака сунца сјајнија,
Радуј се, Невесто Неневесна!
Радости хорова девојачких, од анђела узвишенија,
Радуј се, Невесто Неневесна!
Од небеса си сјајнија, од светлости чистија,
Радуј се, Невесто Неневесна!
Од свих сила анђелских Ти си светија,
Радуј се, Невесто Неневесна!
Маријо, увек Дјево, Господарко Света,
Радуј се, Невесто Неневесна!
Непорочна Невесто, свечиста Госпођо Пресвета,
Радуј се, Невесто Неневесна!
Маријо Невесто Господарко, Изворе наше радости,
Радуј се, Невесто Неневесна!
Девојко смерна Царице, Пресвета Мајко,
Радуј се, Невесто Неневесна!
Од Херувима часнија, од Серафима славнија,
Радуј се, Невесто Неневесна!
Од бестелесних небеских сила узвишенија,
Радуј се, Невесто Неневесна!
Преклињем Те, Владичице, Тебе сада призивам,
Радуј се, Невесто Неневесна!
Теби се клањам, Свевладарко, Твоју милост тражим,
Радуј се, Невесто Неневесна!
Девојко смерна, Пречиста, Владичице Пресвета,
Радуј се, Невесто Неневесна!
Тебе призивам усрдно, о Храме освећени,
Радуј се, Невесто Неневесна!
Заштити ме и избави од непријатеља,
Радуј се, Невесто Неневесна!
Покажи ме наследником Вечнога Живота,
Радуј се, Невесто Неневесна!
(https://www.youtube.com/watch?v=Jh7P98SQtNI)

### Црквенословенскаверзија
- Марије Дјево:

Марије Дјево Чистаја, Пресвјатаја Богородице,
Радујсја Невесто Неневјестнаја!
Царице Мати Дјево, Руно свјех покривајушчеје,
Радујсја Невесто Неневјестнаја!
Превисшаја Небесних Сил, Нетварноје Сијаније,
Радујсја Невесто Неневјестнаја!
Ликов Дјевишчих Радосте и Ангелов Превисшаја,
Радујсја Невесто Неневјестнаја!
Небес Честнаја Сило и Свјете паче всјех свјетов,
Радујсја Невесто Неневјестнаја!
Честњејшаја Владичице, всјех Небесних војин,
Радујсја Невесто Неневјестнаја!
Всјех праоцев Надеждо, Пророков Исполњеније,
Радујсја Невесто Неневјестнаја!
В подвизјех Ти Помошче, Кивоте Бога Слова,
Радујсја Невесто Неневјестнаја!
И Дјевам ликованије и матерем Оградо,
Радујсја Невесто Неневјестнаја!
Цјеломудрија Наставнице, душ наших очишченије,
Радујсја Невесто Неневјестнаја!
Покрове Ширшиј облака и страждушчих Пристанишче,
Радујсја Невесто Неневјестнаја!
Немошчних Покрове и Заступнице, Надјеждо ненадјежнијех,
Радујсја Невесто Неневјестнаја!
Марије, Мати Христа, Истинаго Бога,
Радујсја Невесто Неневјестнаја!
Аронов Жезле прозјабшиј, Сосуде тихој радости,
Радујсја Невесто Неневјестнаја!
Всјех сирих и вдов Утјешеније, в бједах и скорбјех Помошче,
Радујсја Невесто Неневјестнаја!
Свјашченаја и Непорочнаја Владичице Всепјетаја,
Радујсја Невесто Неневјестнаја!
Приклони ко мње милосердије, Боженственаго Сина,
Радујсја Невесто Неневјестнаја!
Ходатајице спасенија, припадаја взивају Ти,
Радујсја Невесто Неневјестнаја!
(https://www.youtube.com/watch?v=C7vvPXz-Qes)